# Phaethornis philippii
Phaethornis philippii е вид птица от семейство Колиброви (Trochilidae).

## Разпространение
Видът е разпространен в Боливия, Бразилия и Перу.